# Chlorophorus sumbavae
Chlorophorus sumbavae är en skalbaggsart som beskrevs av Aurivillius 1911. Chlorophorus sumbavae ingår i släktet Chlorophorus och familjen långhorningar. Inga underarter finns listade i Catalogue of Life.